# Xerochlamys undulata
Xerochlamys undulata är en tvåhjärtbladig växtart som beskrevs av Hong-wa. Xerochlamys undulata ingår i släktet Xerochlamys och familjen Sarcolaenaceae. Inga underarter finns listade i Catalogue of Life.